# Irving Langmuir

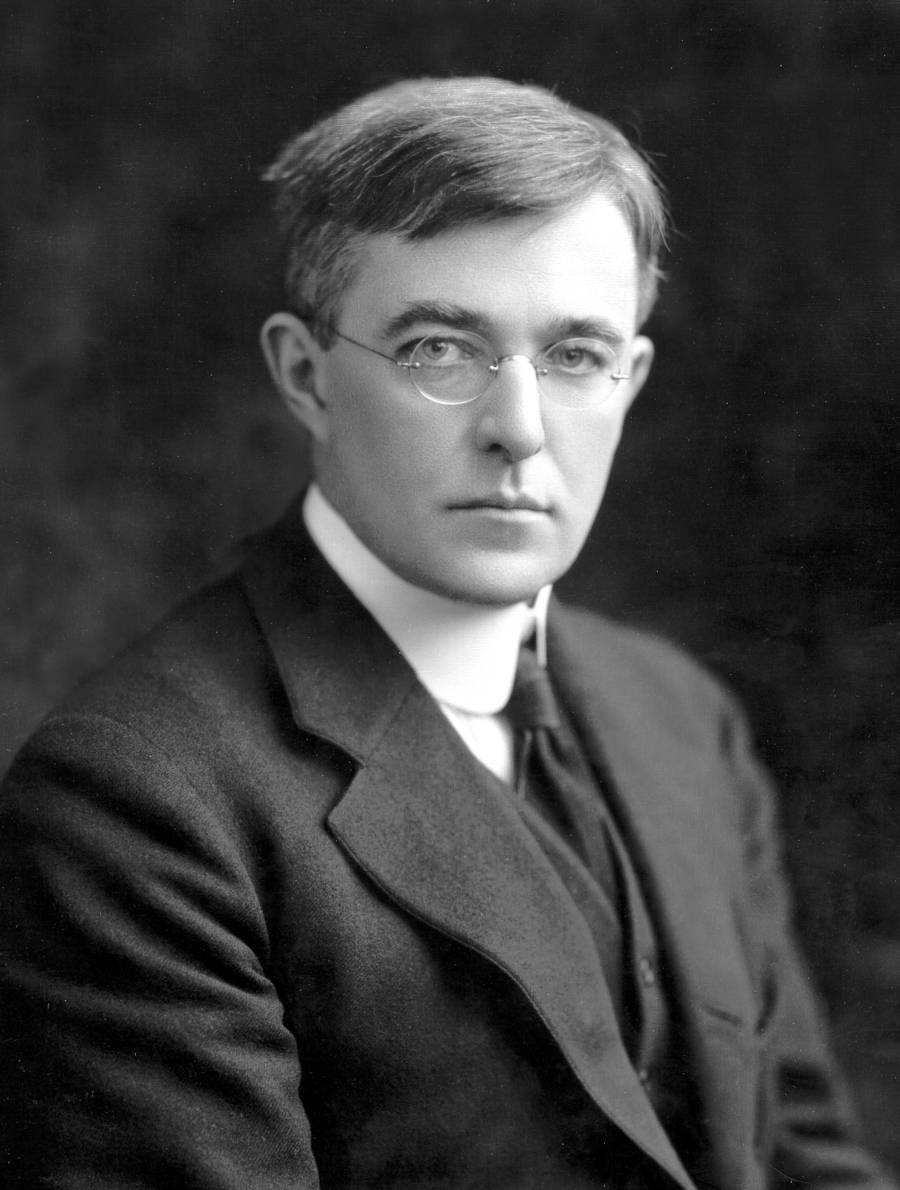
Irving Langmuir

Irving Langmuir [ˈlæŋmjʊə] (* 31. Januar 1881 in Brooklyn, New York; † 16. August 1957 in Woods Hole, Massachusetts) war ein US-amerikanischer Chemiker und Physiker. 1932 erhielt er den Nobelpreis für Chemie.

## Leben und Werk
Nach seinem Abschluss (Bachelor of Science, B.S.) an der Columbia University im Fachbereich Bergbau 1903 arbeitete er am Institut für Physikalische Chemie des späteren Nobelpreisträgers Walther Nernst in Göttingen und wurde 1906 bei Friedrich Dolezalek mit der Arbeit Ueber partielle Wiedervereinigung dissociierter Gase im Verlauf einer Abkühlung promoviert.
Anschließend lehrte Langmuir bis 1909 am Stevens Institute of Technology in Hoboken, New Jersey, danach im General-Electrics-Forschungslabor (Schenectady, New York). Während seiner Zeit dort erweiterte er mehrere Theorien in der Physik und Chemie, entwickelte die Kondensationsquecksilbervakuumpumpe, die gasgefüllte Wolfram-Glühlampe, zahlreiche Vakuum-Radioröhren und ein Verfahren zum Schweißen mit atomarem Wasserstoff (Arcatomschweißen).
Seine ersten wissenschaftlichen Beiträge stammten aus der Fortsetzung seiner Doktorarbeit, die sich mit Glühlampen beschäftigte. Durch die Verbesserung der Vakuumtechnik konnte er die Hochvakuumglühlampe entwickeln. Ein Jahr später entdeckte er, dass die Lebensdauer eines Wolfram-Filaments durch Füllung der Lampe mit einem inerten Gas wie z. B. Argon verlängert werden konnte. Weitere Untersuchungen zu Filamenten im Vakuum und verschiedenen Gasbedingungen führten ihn zum Studium von geladenen Partikeln aus heißen Filamenten (thermoionische Emission).
Langmuir war einer der ersten Wissenschaftler, der mit Plasma arbeitete, und er war der erste, der diesen ionisierten Gasen diesen Namen gab. Er entwickelte das Konzept der Elektronentemperatur und erfand 1924 eine Methode um diese Temperatur zu messen, die nach ihm benannte Langmuir-Sondenmessung.
Während des Ersten Weltkrieges leitete Langmuir im Auftrag der Marine eine Arbeitsgruppe zur U-Boot-Ortung.
Nach dem Ersten Weltkrieg trug Langmuir durch das Konzept der Valenzschalen und Isotope auch zur Atomtheorie und Aufklärung der atomaren Struktur bei.
1916 konnte Langmuir experimentell zeigen, dass Gasmoleküle nicht elastisch von Oberflächen abspringen, sondern als Monolage adsorbieren. Die daraus abgeleitete Langmuir-Isotherme gehört zu den fundamentalen Modellen der Physisorption und Chemisorption von Stoffen an Grenzflächen. 1917 stieß Katherine Blodgett zu General Electric. Zusammen entwickelten sie das Konzept der Monolage und der zweidimensionalen Physik, die solche Oberflächen beschreibt, weiter. Neben Gasadsorption an Feststoffen beschäftigten sie sich vermehrt mit Grenzschichten von organischen Molekülen und Polymeren an Wasser-Luft Grenzflächen, die deshalb Langmuir-Blodgett-Schichten genannt werden. 1932 erhielt Langmuir für seine „Entdeckungen und Untersuchungen zur Oberflächenchemie“ den Nobelpreis für Chemie. Die Einheit für die Dosis in der Oberflächenchemie Langmuir war nach ihm benannt.
Nach 1938 interessierte sich Langmuir vermehrt für Atmosphärenwissenschaften und Meteorologie. Er beobachtete durch Wind gebildete, regelmäßige Algenschwaden an der Meeresoberfläche und beschrieb als Erster das Phänomen der später nach ihm benannten Langmuir-Zirkulation. Außerdem widerlegte er mittels einfacher physikalischer Argumente den damals verbreiteten Irrtum, Rachendasseln seien mit über 1200 km/h die schnellsten fliegenden Lebewesen der Welt. 1953 führte er in einem Vortrag den Begriff Pathologische Wissenschaft ein.
In den 1940er Jahren untersuchte er bei General Electric mit Vincent Schaeffer künstliche Wetterbeeinflussung durch Impfen der Wolken mit Trockeneis (später schlug Bernard Vonnegut bei General Electric dazu Silberjodid vor).
Zu Ehren Langmuirs wurde die Fachzeitschrift Langmuir der American Chemical Society für physikalisch-chemische Aspekte der Kolloid- sowie der Grenzflächenwissenschaften nach ihm benannt. Ihm zu Ehren vergeben die American Physical Society und die American Chemical Society den Irving Langmuir Award in Physikalischer Chemie bzw. Chemischer Physik.
Er war Fellow der National Academy of Sciences und der American Academy of Arts and Sciences (1918). Er erhielt die Faraday-Medaille (IEE), die Franklin Medal, die Perkin Medal der Society for Chemical Industry und den John J. Carty Award der National Academy. Seit 1932 war er Mitglied der Leopoldina, seit 1935 auswärtiges Mitglied (Foreign Member) der Royal Society und seit 1949 Ehrenmitglied (Honorary Fellow) der Royal Society of Edinburgh. 1951 wurde er korrespondierendes Mitglied der Académie des sciences. Seit 1960 ist er Namensgeber für die Langmuir Cove, eine Bucht an der Westküste des antarktischen Grahamlands. 1970 wurde der Mondkrater Langmuir nach ihm benannt.